# Christ mort soutenu par trois anges
Christ mort soutenu par trois anges est un tableau du peintre italien Antonello de Messine entamé vers 1476. Cette huile sur bois représente le corps mort de Jésus-Christ soutenu en station assise par trois angelots, leurs quatre têtes et les membres découverts de deux chérubins étant seulement esquissés, soit parce que la peinture n'a jamais été achevée, soit parce qu'elle a été endommagée. La scène prend place devant un paysage où l'on reconnaît une église de Messine, en Sicile, mais l'œuvre a probablement été réalisée à Venise, en Vénétie, et elle y est aujourd'hui conservée au musée Correr.